# Делрон Фелікс
Делрон Фелікс (нар. 20 жовтня 2000) — гренадський плавець.
Учасник Олімпійських Ігор 2020 року, де в попередніх запливах на дистанції 100 метрів вільним стилем посів 58-ме місце і не потрапив до півфіналів.